# Heinrich Peters
Heinrich Peters (ur. 22 sierpnia 1890, zm. 2 lipca 1957) – zbrodniarz hitlerowski, członek załogi obozów koncentracyjnych Natzweiler-Struthof i Ravensbrück oraz SS-Obersturmführer.

## Życiorys
Urodzony w Auenbüttel (Szlezwik-Holsztyn). Członek NSDAP, a także SS (od 1932). Przed 1942 pełnił służbę w obozie koncentracyjnym Natzweiler-Struthof w okupowanej Francji, skąd został przeniesiony części męskiej obozu Ravensbrück. Peters pełnił w tym obozie od sierpnia 1942 do 20 maja 1945 funkcję Schutzhaftlagerführera (kierownika obozu męskiego). Dowodził także tzw. Lagerbewachungsgruppe, która składała się z esesmańskich strażników. Z ich grona rekrutowano członków plutonu egzekucyjnego. Peters był współodpowiedzialny za egzekucje przeprowadzane w obozie.
W pierwszym procesie załogi Ravensbrück w latach 1946–1947, skazany przez brytyjski Trybunał Wojskowy na 15 lat pozbawienia wolności. Z więzienia wypuszczono go 18 maja 1955.